# Персида Банчева
Петрана Константинова Банчева, по-известна като Персида Банчева е българска актриса.

## Биография
Родена е в Букурещ на 1 март 1881 г. Дебютира през 1897 г. с пътуващия театър „Роза Попова“ в ролята на Кристина от „Нора“ от Хенрик Ибсен. За кратко през 1903 г. играе на сцената на театър „Сълза и смях“, а след това, до 1921 г. в Народния театър, когато преустановява актьорската си дейност.
Почива на 17 февруари 1944 г. в Ловеч.

## Роли
Персида Банчева изиграва множество роли, по-значимите са:
- Дездемона – „Отело“ на Уилям Шекспир;
- Аксиния – „Лес“ на Александър Островски;
- Алма – „Чест“ от Херман Зудерман;
- Фросина – „Ивайло“ от Иван Вазов.[1]